# 再見理想
《再見理想》是香港搖滾樂隊Beyond自資發行的首張卡式錄音帶專輯。

## 專輯介紹
《再見理想》以盒帶發行混合廣東歌、英文歌的藝術搖滾音樂特色，其中大部分歌曲反映的，是他們在「地下樂隊」不被大眾所接受時的感受：失落與無助。《再見理想》為香港音樂帶來一股前衛的氣息，Beyond也向職業歌壇踏出了第一步。由於樂隊成員資金所限，專輯未經良好的混音製作，導致錄音效果不理想。此後樂隊把這張專輯中的數首歌重新編曲錄製。
《Long Way Without Friends》這首歌後來重新編曲，填上粵語歌詞，曲名叫〈東方寶藏〉，收錄樂隊在1987年7月17日發行的《亞拉伯跳舞女郎》專輯裡。
《再見理想》原為講述舊一代玩樂隊和在夜總會伴奏的樂手的際遇，這首歌後來重新編曲，由時任樂隊四名成員合唱，收錄樂隊在 1988年9月6日發行的《秘密警察》專輯裡。
《舊日的足跡》這首歌後來重新編曲，收錄樂隊在1988年3月發行的《現代舞台》專輯裡。
《誰是勇敢》這首歌後來重新編曲，收錄樂隊在1989年12月5日發行的《真的見證》專輯裡。
而《再見理想》CD 版本專輯於1991年9月6日出版。

## 曲目[1]
| 曲序     | 曲目                              |                             | 作曲                 | 主唱     | 时长    |
| -------- | --------------------------------- | --------------------------- | -------------------- | -------- | ------- |
| 1.       | 《永遠等待》                      | 黃家駒 葉世榮 黃家強 陳時安 | 黃家駒 陳時安        | 黃家駒   | 5:09    |
| 2.       | 《巨人》                          | 葉世榮                      | 黃家駒 黃貫中        | 黃家駒   | 5:23    |
| 3.       | Long Way Without Friends          | 黃家駒 陳時安               | 黃家駒               | 黃家駒   | 7:24    |
| 4.       | Last Man Who Knows You（純音樂）  |                             | 黃家駒 黃貫中 黃家強 |          | 1:55    |
| 5.       | Myth                              | 陳時安                      | 黃家駒 陳時安        | 黃家駒   | 6:36    |
| 6.       | 《再見理想》（黃家駒獨唱）        | 黃家駒 黃貫中 黃家強 葉世榮 | 黃家駒               | 黃家駒   | 7:20    |
| 7.       | Dead Romance (part I)（純音樂）   |                             | 黃家駒               |          | 6:55    |
| 8.       | 《舊日的足跡》（1985 年現場錄音） | 葉世榮                      | 黃家駒               | 黃家駒   | 6:25    |
| 9.       | 《誰是勇敢》                      | 葉世榮                      | 黃家駒               | 黃家駒   | 6:20    |
| 10.      | The Other Door（純音樂）          |                             | 黃家駒 黃貫中        |          | 4:26    |
| 11.      | 《飛越苦海》                      | 黃家駒 黃貫中 黃家強 葉世榮 | 黃家駒               | 黃家駒   | 4:12    |
| 12.      | 《木結他》（即興彈奏）            |                             | 黃家駒               |          | 1:29    |
| 13.      | Dead Romance (part II)            | 黃家駒                      | 黃家駒               | 黃家駒   | 4:01    |
| 总时长： | 总时长：                          | 总时长：                    | 总时长：             | 总时长： | 1:07:35 |